# Билет
Биле́т (фр. billet, от средневекового billetus — записка, письмо, свидетельство; удостоверение) — документ, удостоверяющий наличие некоего права у какого-либо определённого лица или у предъявителя билета. Действие билета может распространяться на конкретное время или не иметь сроков.
Например, билеты используются для проезда на общественном транспорте (в том числе многоразовые проездные билеты), посещения различных мероприятий (в том числе бесплатно по пригласительным билетам).
Билеты обычно не являются деньгами и не имеют свободного хождения. Это не универсальный эквивалент стоимости других товаров или услуг, и их обмен их на деньги или товары в неограниченном количестве является незаконным. В ограниченном же количестве билеты можно покупать, продавать, обменивать или дарить безвозмездно.
Билеты являются предметом коллекционирования. Коллекционирование билетов на проезд в общественном транспорте называется «перидромофилия».

## Примеры билетов

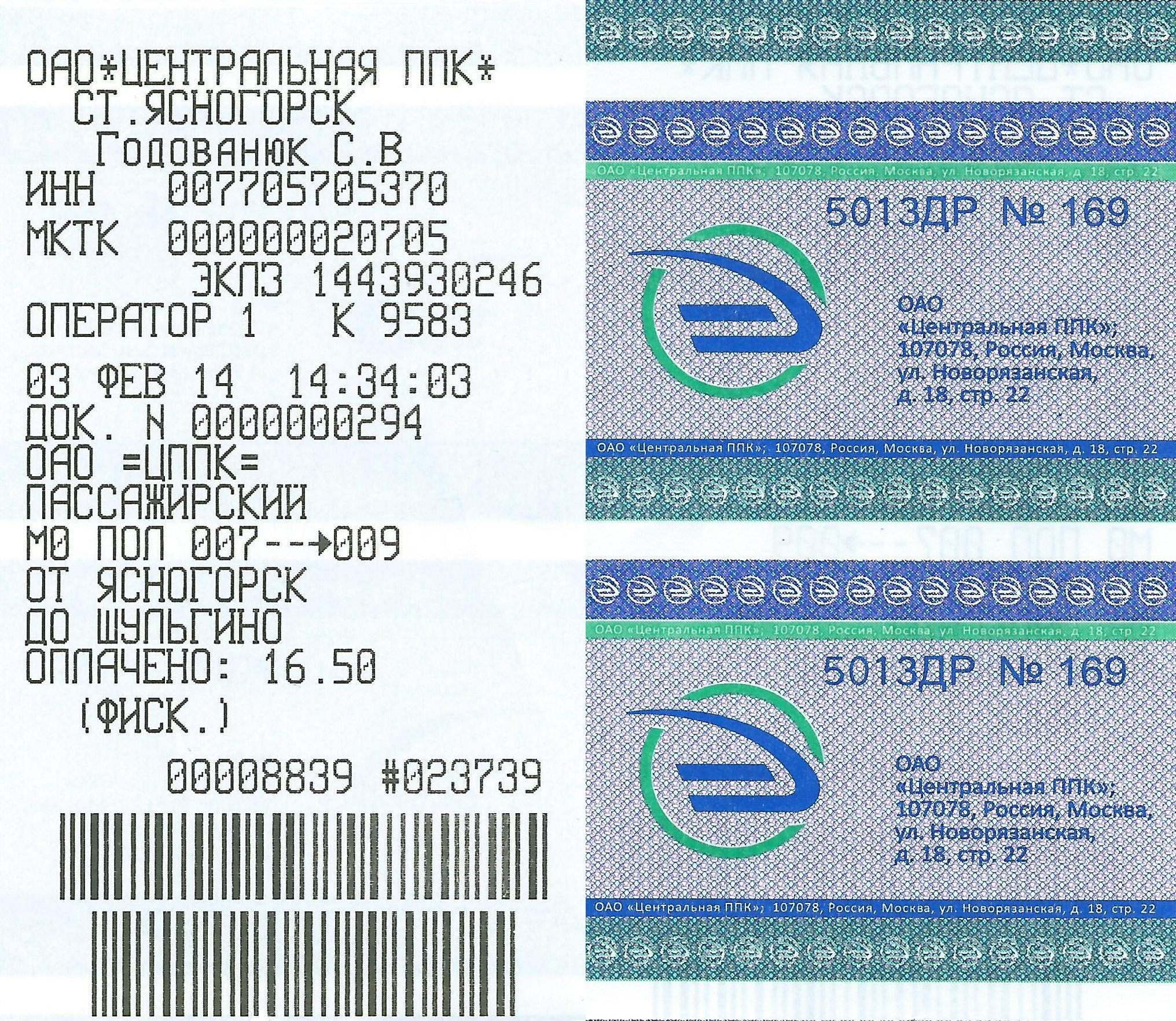
Внешний вид билета на проезд в пригородном электропоезде от станции Ясногорск до станции Шульгино в 2014 году

Проездной билет — документ, подтверждающий право лица на проезд на каком-либо транспорте. Встречаются проездные билеты как для однократного использования, так и для использования определённое число раз или в течение определённого периода (абонементные билеты, в разговорной речи — «проездные»). При использовании одноразового билета последний помечается особым образом или изымается, чтобы им нельзя было воспользоваться вторично.
Билеты в советском общественном транспорте имели шестизначные номера. В соответствии с некоторыми арифметическими закономерностями между цифрами в номере (например — сумма первых трёх чисел равна сумме второй тройки чисел) определяются «счастливые билеты».
На устных экзаменах, распространённых в системе образования стран бывшего СССР, билет представляет собой бумажный лист, с написанными/напечатанными с одной стороны вопросом/вопросами (заданиями) и чистый с другой стороны. Вытягивая случайным образом билет из общей кучи, в которой все билеты лежат чистой стороной вверх, экзаменуемый выбирает себе задание для проверки своих знаний.